# جيري ديفيس
جيري ديفيس (بالإنجليزية: Jerry Davis)‏ هو لاعب كرة قدم أمريكية أمريكي، ولد في 5 يناير 1924 في سافانا في الولايات المتحدة، وتوفي في 18 أكتوبر 2006.

## وصلات خارجية
- جيري ديفيس على موقع مرجع كرة القدم المحترفة.كوم (الإنجليزية)